# Anartia moreno
Anartia moreno är en fjärilsart som beskrevs av Kruck 1931. Anartia moreno ingår i släktet Anartia och familjen praktfjärilar. Inga underarter finns listade i Catalogue of Life.